# Esteri malonici

Formula di struttura di un generico estere malonico.

Per estere malonico si intende un qualunque estere dell'acido malonico.
Gli esteri malonici sono il reagente principale nella sintesi malonica. 
Sono soggetti anche alla condensazione di Claisen.

## Esempi

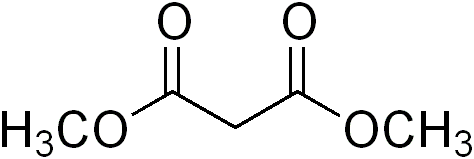
Malonato di metile
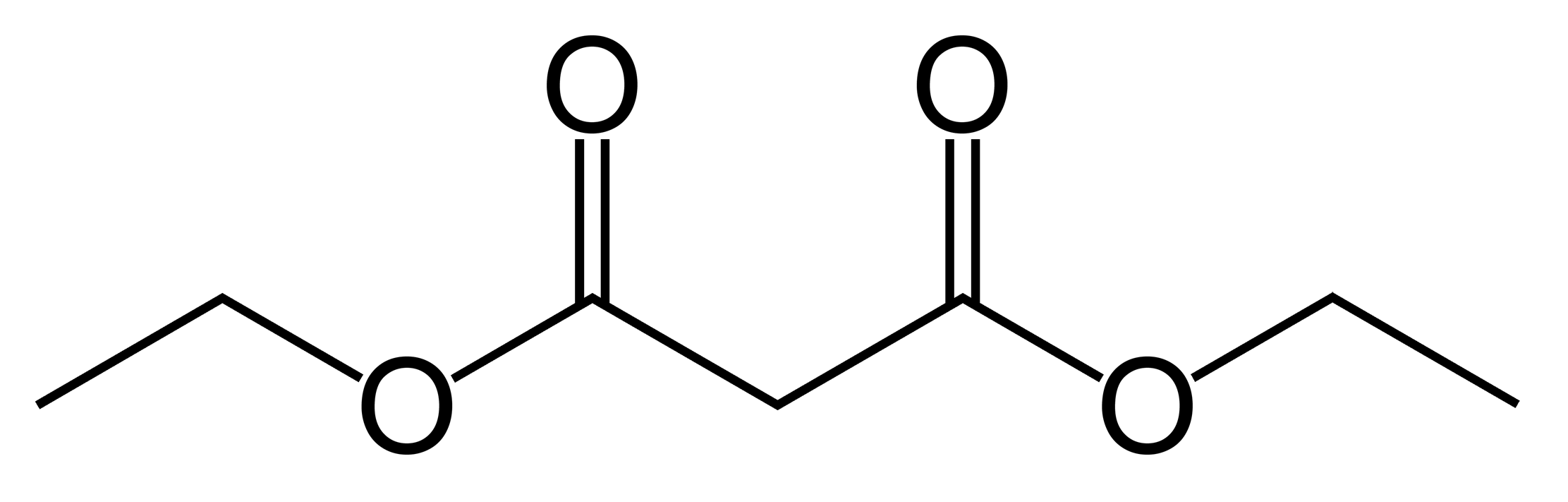
Malonato di etile